# Némesis

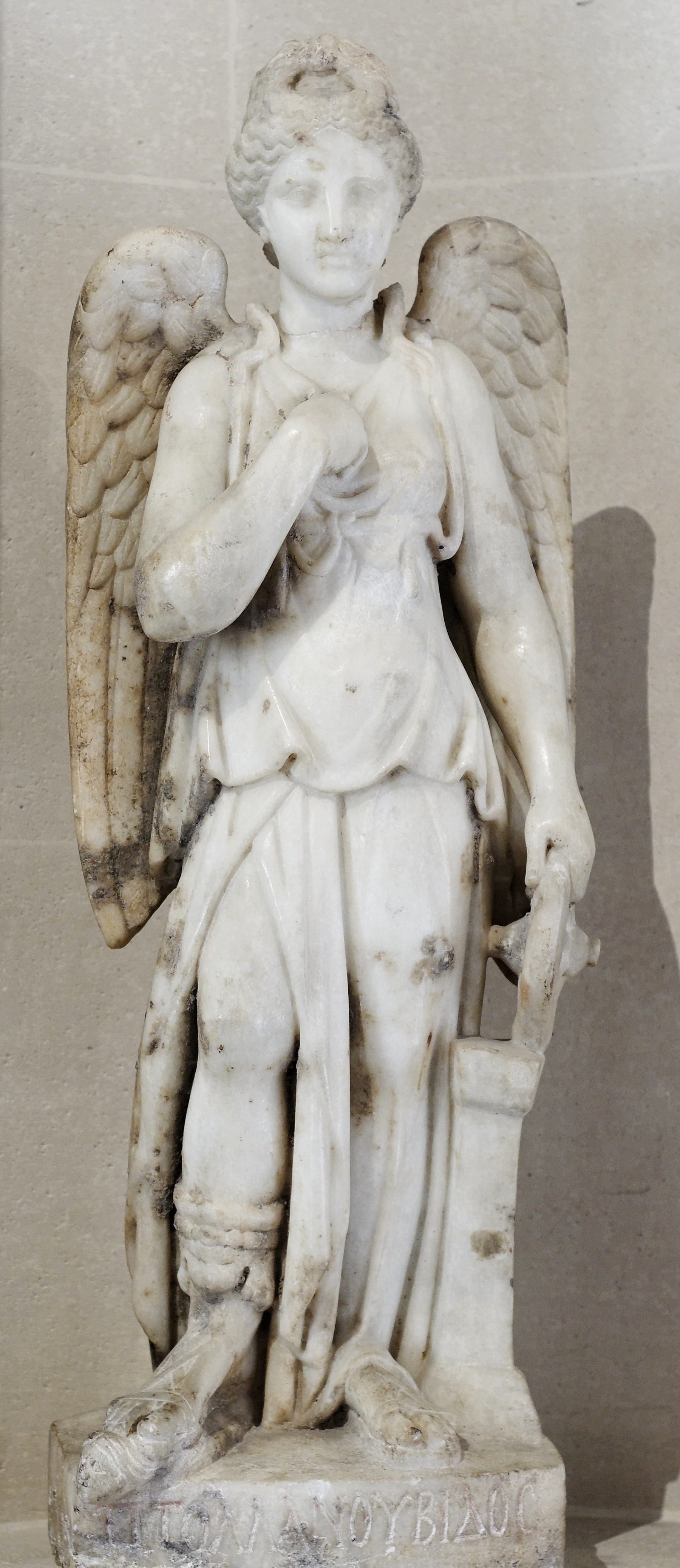
Némesis. Mármol del

En la mitología griega, Némesis (en griego: Νέμεσῖς, en latín: Nemĕsis) es la diosa y personificación divina de un concepto fuertemente moral, entendido como ‘indignación justa’, ‘venganza divina’ o ‘retribución’. Su teónimo deriva del sustantivo νέμειν (némein), esto es, 'dar lo que corresponde', 'repartir, distribuir'. También es llamada Ramnusia (Ῥαμνουσία), ‘la diosa de Ramnunte’, por el santuario que tiene en esa ciudad del Ática. Otro epíteto suyo bastante descriptivo es Adrastea (Ἀδράστεια, Adrásteia), es decir, ‘aquella de quien no se puede huir’.
En la Suda Némesis ya es definida con sus rasgos más prototípicos. En esa obra se la define como sinónimo de «venganza, justicia, ultraje, celos (divinos) y fortuna». También es mencionada en una serie de aforismos: ‘Némesis es la verdugo de los fanfarrones pues los persigue con justicia’. ‘Nadie escapa de su aviso y se opone a todos los arrogantes: a estos los obliga a aprender la lección con sus propias desgracias’. ‘Némesis vigila las asuntos en la tierra y siempre está presente’ (esto es, vigila sin descanso los actos injustos). El proverbio de que «Némesis camina a tus pies» quiere decir que la diosa persigue rápidamente a los malhechores.

## Uso contemporáneo
En el lenguaje usual en español y otros idiomas romances, hoy día se usa la palabra «némesis» con el significado de ‘un castigo fatal para restablecer un orden’, o bien de la ‘fuerte enemistad que enfrenta una persona contra un oponente acérrimo’ (coloquialmente un ‘enemigo mortal’).
Némesis, como «castigo divino», ha dejado huella en el acervo cultural. Fuera de la Antigüedad otros humanistas la siguieron mencionando. Unos ejemplos son La trágica historia del doctor Fausto de Christopher Marlowe, Hamlet de William Shakespeare o incluso Frankenstein de Mary Shelley. En todas ellas Némesis ya es la figura a la que estamos acostumbrados: una fuerza o voluntad divina que castiga a aquellos que trasgreden la naturaleza limitada humana (‘los hombres no pueden jugar a ser dioses’).

## Familia
Némesis no posee una tradición establecida en cuanto a su ascendencia. La Teogonía dice que Nix («Noche») la alumbró, sin unión masculina, para ser un «azote para los mortales». Higino dice que la Noche y el Érebo fueron sus progenitores, en calidad de abstracción personificada. Pausanias dice que los de Esmirna «ahora creen en dos Némesis en lugar de una y dicen que Nix es la madre de ellas, aunque los atenienses dicen que el padre de la diosa que está en Ramnunte es Océano». El bizantino Juan Tzetzes también opina que Némesis en una de las oceánides. Los hay quienes piensan que Zeus fue su padre, sin especificar la consorte, y que la propia Némesis evitó unirse a su propio padre. Baquílides opina que Némesis y Tártaro fueron los padres de los telquines, denominados Acteo, Megalesio, Ormeno y Lico. Pero el mito más popular es que Zeus y Némesis fueron los padres de Helena, en una explicación etiológica que asocia a Helena con la guerra de Troya.

## Zeus y Némesis
El autor del poema Ciprias, sea un chipriota o Estasino, presenta a Némesis perseguida por Zeus:
«Después de éstos (los Dioscuros), dio a luz (Leda) la tercera a Helena, asombro de los mortales. A ella la había engendrado en tiempos Némesis, la de hermosa cabellera, unida en amor a Zeus, rey de los dioses, bajo violenta coacción. En efecto, huía y no quería unirse en amor al padre Zeus Cronión, pues angustiaba su mente por el pudor y la indignación. Por tierra y por las oscuras aguas infecundas huía, mas Zeus la perseguía y ansiaba en su ánimo alcanzarla. Ella, tomando unas veces la forma de un pez por entre el oleaje del mar muy bramador, perturbaba el ponto un largo trecho. Otras veces, por la corriente del Océano y los confines de la tierra, otras veces por la tierra firme, pródiga en labrantíos, se convertía continuamente en cuantas terribles criaturas sustenta la tierra firme para eludirlo».
En otro fragmento se nos dice al respecto que, de entre las mujeres amadas por Zeus, una de ellas era Némesis, a propósito de la cual, el autor de las Ciprias cuenta que se metamorfoseó en oca, que Zeus la persiguió y se unió a ella, y que ella puso un huevo del que nació Helena. Paralelamente, por el amor de Leda, Zeus se metamorfoseó en cisne. Esta es una de las versiones del origen de Helena de Troya.
Eratóstenes da otra versión y la vincula con el catasterismo del Pájaro. Dice que este es el llamado Gran Pájaro, al que comparan con un cisne. Se dice que Zeus se enamoró de Némesis y se hizo semejante a esta ave, pues ella cambiaba una vez y otra de forma para proteger su virginidad y, en aquella ocasión, había adoptado la figura de un cisne. Así pues, él se hizo semejante a esta ave y emprendió el vuelo a Ramnunte en el Ática, y allí sedujo a Némesis. Esta puso un huevo, que se abrió para nacer de él Helena, según declara Cratino, el poeta. Como él no volvió a cambiar de forma sino que salió volando tal cual hacia el cielo, colocó entre los astros la figura del cisne. Y está volando, con el mismo aspecto de entonces.

## Naturaleza e identidad
Némesis es una deidad antigua, por lo que no está sometida a los dictámenes de los dioses olímpicos. Castiga sobre todo la desmesura (hybris). En escritores como Heródoto y Píndaro, Némesis es una especie de divinidad fatal, ya que dirige los asuntos humanos de tal manera que restablece las proporciones correctas o el equilibrio dondequiera que haya sido perturbado; mide la felicidad y la infelicidad. El que es bendecido con frecuentes dones de la fortuna será visitado por Némesis, que le concederá pérdidas y sufrimiento, con el fin de que pueda llegar a ser humilde, y sentir que hay límites más allá de los cuales la felicidad humana no puede proceder con seguridad. Esta noción surgió de la creencia de que los dioses envidiaban la excesiva felicidad humana. Un claro ejemplo lo encontramos en Creso, que al ser demasiado dichoso fue arrastrado por Némesis a una expedición contra Ciro que provocó su ruina.
También se considera que era la diosa griega que medía la felicidad y la desdicha de los mortales, a quienes solía ocasionar crueles pérdidas cuando habían sido favorecidos en demasía por la Fortuna. De esta idea surgió que era un poder vengativo y castigador del destino, que, como Dike y las Furias, tarde o temprano alcanza al transgresor imprudente. Némesis es uno de los atributos del dios supremo, y era, en unión de Adrastea, el instrumento de la cólera divina.

## Iconografía
Se la representa con una corona y a veces con un velo que le cubre la cabeza; suele llevar una rama de manzano en una mano y una rueda en la otra. La cabeza de Némesis se ve coronada en los monumentos griegos y algunas veces sale de ella un asta de ciervo para indicar la prontitud con que da a cada uno lo que le corresponde. Los etruscos le ponían una diadema de piedras preciosas. La flor del narciso adornaba también su corona como símbolo de un joven orgulloso enamorado de su propia hermosura. Solían representarla los artistas de la antigüedad con alas para expresar la prontitud con que atendía todas sus funciones y armada de antorchas, espadas y serpientes como instrumentos de su venganza.

## Culto

Pintura de Alfred Rethel de la diosa Nemesis

El origen del culto a Némesis hay que buscarlo en el temor que sentían los griegos a la cólera divina. Por estar asociada a la reverencia por la ley y el miedo a cometer una acción culpable, es mencionada junto a Aidos (Αἰδώς, «Vergüenza»). Hesíodo las presenta a ambas indignadas del espectáculo de la perversidad humana, huyendo de la tierra, envueltos en velos blancos; de suerte que, para él, Némesis no es más que una personificación del sentimiento moral, reprobador de toda violencia y de todo exceso. Cuando se termine la fabulosa edad de hierro Némesis y Aidos serán las últimas deidades que abandonarán a los hombres para vivir entre los inmortales. El primer templo y los primeros altares que tuvo Némesis estuvieron en Ramnunte, situado en la región del Ática. Durante mucho tiempo su culto no salió de allí.
Considerada por algunos como la fuerza o poder del Sol, su culto se había extendido por toda la tierra. Era venerada por los persas, asirios, babilonios, egipcios y etíopes. Orfeo llevó su culto a Grecia e Italia y la colocó entre sus principales divinidades bajo el nombre griego de Némesis. Tenía un altar en el Capitolio al que los guerreros iban a sacrificar antes de partir para los combates y le ofrecían un machete o una cuchilla.

## Némesis romana
Bajo el prisma de la interpretatio graeca la mitología romana a veces la denominaba como Invidia («Envidia») o Rivalitas («Rivalidad»). Nótese que estos sustantivos latinos siempre tienen una connotación negativa: invidia -æ significa ‘antipatía, odio, mala voluntad, envidia’; en tanto que rīvālitās -ātis significa ‘rivalidad, celos’.
Pax-Némesis  fue una extraña asociación venerada en tiempos de la Roma imperial como patrona de los gladiadores, los venatores y una de las deidades de las tierras de labor (Nemesis campestris).
La diosa aparece acuñada solo en monedas imperiales de los emperadores Claudio y Adriano. El poeta Mesomedes escribió un himno a Némesis a principios del siglo II, donde la describe así:

Némesis, equilibradora alada de la vida, cara oscura de la diosa, hija de la Justicia, que sus mencionadas bridas diamantinas frenen las insolencias de los frívolos mortales.

Amiano Marcelino también la incluye en una disertación sobre la justicia tras su descripción de la muerte de Gayo César.